# Temple mormon de Montréal
Le temple de Montréal est un temple de l’Église de Jésus-Christ des saints des derniers jours situé à Longueuil, dans la province de Québec, au Canada. Il a été inauguré le 4 juin 2000.